# Harpactea mitidjae
Harpactea mitidjae là một loài nhện trong họ Dysderidae.
Loài này thuộc chi Harpactea. Harpactea mitidjae được miêu tả năm 1991 bởi Robert Bosmans & Beladjal.